# Phare de Capo dell'Arma
Le phare de Capo dell'Arma (en italien : Faro di Capo dell'Arma) est un phare situé à Bussana une frazione de la municipalité de Sanremo, dans la région de Ligurie en Italie. Il est géré par la Marina Militare.

## Histoire
La structure d'origine fut construite par les ingénieurs civils en 1912 et a été activée par la marina Regia Marina pour marquer la frontière maritime italo-française. Le phare a été électrifié en 1936. Au cours de la Seconde Guerre mondiale, il a été complètement détruit par les troupes allemandes en retraite, mais a été rapidement reconstruit par la Marine et le projet a été achevé en 1948. Il est situé à environ 3 km au sud-ouest de Arma di Taggia.
Relié au réseau électrique, il est automatisé. Il possède un Système d'identification automatique pour la navigation maritime.

## Description
Le phare  est une tour cylindrique de 15 m de haut, avec galerie et lanterne, au-dessus d'une maison de gardien en maçonnerie de deux étages. La est totalement blanche et le dôme de la lanterne est gris métallique. Une bande horizontale noire est centrée sur le bâtiment blanc. Il émet, à une hauteur focale de 50 m, deux brefs éclats blancs de 0,3 seconde toutes les 15 secondes. Sa portée est de 24 milles nautiques (environ 44 km) pour le feu principal et 18 milles nautiques (environ 33 km) pour le feu de veille.
Identifiant : ARLHS : ITA-013 ; EF-1474 - Amirauté : E1152 - NGA : 7316.

## Caractéristiques dufeu maritime
Fréquence : 15 secondes (W-W)
- Lumière : 0,3 seconde
- Obscurité 3,4 secondes
- Lumière : 0,3 seconde
- Obscurité : 11 secondes

### Lien connexe
- Liste des phares de l'Italie